# Ferdinand Husung
Ferdinand Husung (* 15. Oktober 1879 in Groß Wochsung; † 2. April 1962 in Bremen) war ein Bremer Politiker (SPD) und Mitglied der Bremischen Bürgerschaft.  

## Biografie
Husung war als Angestellter bei der Gewerkschaft in Bremen tätig.
Er war Mitglied der SPD.
Vom April 1946 bis 1947 war er Mitglied der ernannten und der ersten gewählten Bremischen Bürgerschaft und in Deputationen der Bürgerschaft tätig. 